# Palmetto (Georgia)
Palmetto è una città degli Stati Uniti d'America, situata in Georgia, nella Contea di Fulton e in parte nella Contea di Coweta.